# Хардинг, Энтони
Энтони Хардинг (англ. Anthony Harding; род. 30 июня 2000, Аштон-андер-Лайн, Северо-Западная Англия) — британский прыгун в воду, бронзовый призёр летних Олимпийских игр 2024 года, трёхкратный призёр чемпионатов мира, чемпион Европы 2022 года.

## Биография
Энтони Хардинг родился в 2000 году в Англии.
В 2019 году на чемпионате европы по прыжкам в воду, который состоялся в Киеве, завоевал две бронзовые медали.
В Будапеште, в 2022 году, на чемпионате мира стал серебряным призёром в синхронных прыжках с трёхметрового трамплина в паре с Джеком Ло. В Риме, на чемпионате Европы 2022 года, в синхронных прыжках с трёхметрового трамплина стал чемпионом.
В 2023 году стал серебряным призёром чемпионата мира в синхронных прыжках с трёхметрового трамплина в паре с Джеком Ло.
На летних олимпийских играх в Париже, в синхронных прыжках с трёхметрового трамплина стал бронзовым призёром олимпийского турнира. Его партнёром был Джек Ло, а итоговый результат составил — 438,15 баллов.
В 2025 году на чемпионате мира в Сингапуре в синхронных прыжках с трёхметрового трамплина стал обладателем бронзовой медали. 